# Ivan Illich
Pour l’article ayant un titre homophone, voir Ivan Ilitch.
Ivan Illich ([ˈiːvaːn ˈɪlɪtʃ ]), né le 4 septembre 1926 à Vienne en Autriche et mort le 2 décembre 2002 à Brême en Allemagne, est un prêtre devenu philosophe, un penseur de l'écologisme et une figure importante de la critique de la société industrielle.

## Biographie

### Famille
Le père d'Ivan Illich, Gian Pietro Illich (Ilić), ingénieur et diplomate, croate catholique, vient d'une famille possédant des terres (vignes et oliviers) en Dalmatie, près de la ville de Split en Croatie. Sa mère, Ellen Rose « Maexie » née Regenstreif-Ortlieb, descend d'une famille juive allemande tardivement convertie au christianisme. Son grand-père maternel, Fritz Regenstrief, a fait fortune dans la vente de bois en Bosnie-Herzégovine et construit une villa Art nouveau aux alentours de Vienne (Autriche).
Pendant les années 1930, la xénophobie et l'antisémitisme montent en Yougoslavie. Le gouvernement poursuit Fritz Regenstrief à la Cour permanente de justice internationale de La Haye. En 1932, Ellen quitte Split et part se réfugier dans la villa de son père à Vienne avec ses trois enfants. Ils ne reverront plus Pietro, qui meurt pendant la Seconde Guerre mondiale. En 1942, Ellen quitte l'Autriche lorsque, en vertu des lois antisémites, les nazis saisissent la villa familiale[réf. nécessaire].

### Jeunesse et formation
Ivan Illich poursuit son éducation à Florence, où il participe à la résistance italienne. Après la guerre, il étudie la cristallographie, la théologie et la philosophie à l'université pontificale grégorienne de Rome. Le Vatican le destine à la diplomatie, mais il choisit de se tourner vers la prêtrise. Il dira sa première messe dans les catacombes dans lesquelles les chrétiens romains fuyaient les persécutions[réf. souhaitée].
Venant d'une famille aristocratique ayant d'anciens liens avec l'Église catholique, il était destiné à devenir un prince de l'Église. Giovanni Montini, qui devint plus tard le pape Paul VI, fut parmi ceux qui le poussèrent à rester à Rome.

### Départ pour les États-Unis
Mais en 1951, il part pour les États-Unis avec l'idée d'étudier les travaux d'alchimie d'Albert le Grand à Princeton. Intrigué par les Portoricains et leur profonde foi catholique, il demande à Francis Spellman, archevêque de New York, un poste dans une paroisse portoricaine de New York[réf. nécessaire].
En 1956, il est nommé vice-recteur de l'université catholique de Porto Rico, où il met sur pied un centre de formation destiné à former les prêtres à la culture latino-américaine. Deux choses le frappent à l'université : d'une part la surprenante similarité entre l'église et l'école, d'autre part l'étrange différence entre les buts avoués de l'éducation et ses résultats. Cette dernière prétend réduire les inégalités sociales, mais contribue à les accentuer en concentrant les privilèges dans les mains de ceux ayant le bagage suffisant. Cette réflexion aboutira en 1971 à Deschooling Society (« Déscolariser la société »), édité en français sous le titre Une société sans école.
Il quitte Porto Rico en 1960 à la suite d'un différend avec la hiérarchie de l'Église, représentée par deux évêques qui, participant à la vie politique, s'opposent à tout candidat qui voudrait légaliser les préservatifs. Pour Illich, entre la bombe atomique et les préservatifs, l'Église se trompe de cible.
En 1961, il fonde le Centre pour la formation interculturelle à Cuernavaca au Mexique, qui deviendra le Centro Intercultural de Documentación (CIDOC). Ce centre fonctionnera de 1966 à 1976.
En 1969, il renonce à son sacerdoce, ce qui lui permet de continuer ses travaux au CIDOC, car on a interdit aux prêtres d'y travailler la même année. Il ne demande cependant pas à redevenir laïc et continue de suivre les règles imposées par l’Église aux prêtres, en particulier celle du célibat.

### Retour en Europe
Après la fermeture du CIDOC, Illich revient vivre en Europe. Il enseigne notamment l’histoire du haut Moyen Âge à Brême, en Allemagne. Il ne cesse cependant pas d'écrire et de publier, et reste une référence internationale. Durant cette période, certains de ces ouvrages suscitent des critiques, tel Le genre vernaculaire, qui est comparé par la linguiste américaine Robin Lakoff (en) à Mein Kampf. Il est cependant beaucoup sollicité pour donner des conférences : au Japon, en Inde ou en Amérique, certains discours seront publiés dans Dans le miroir du passé ou La perte des sens. Il meurt en 2002 à Brême d'un cancer de la face qu'il s'était refusé à faire soigner, en conformité avec les idées contenues dans son ouvrage Némésis médicale.

## Pensée

### Méthode d'Illich: la critique peirastique
Une grande partie de l'œuvre d'Ivan Illich (en particulier ses ouvrages des années 1970) est caractérisée par une méthode critique que Martin Fortier nomme « peirastique » (le terme est emprunté à Aristote). Cette méthode consiste à critiquer son adversaire en partant des axiomes mêmes de cet adversaire : « il s’agit de démontrer à mon adversaire que (1) la conclusion qu’il soutient (...) ne dérive en fait pas de ses prémisses (sauf à commettre une faute de raisonnement), et que (2) la conclusion que je soutiens pour ma part, en plus d’être dérivable de mes propres prémisses, est également dérivable de celles de mon adversaire ». Par exemple, Illich critique l'institution des transports, non pas en remettant en cause l'axiome selon lequel il faudrait aller le plus vite possible ou être le plus efficace, mais en admettant que cet axiome soit valable, et en en dérivant des théorèmes contraires à ceux que dérivent les partisans de la voiture : Illich démontre en effet que la voiture va en réalité plus lentement que la bicyclette si on intègre dans le calcul de la vitesse le temps qu'on passe à gagner l'argent nécessaire à la financer.

### Institutionnalisation
Dans l'œuvre d'Illich une idée revient de manière prédominante: à partir du moment où la société industrielle, par souci d'efficacité, institutionnalise un moyen (outil, mécanisme, organisme) afin d'atteindre un but, ce moyen tend à croître jusqu'à dépasser un seuil où il devient dysfonctionnel et nuit au but qu'il est censé servir. Ainsi l'automobile nuit au transport, l'école nuit à l'éducation et la médecine nuit à la santé. L'institution devient alors contre-productive en plus d'aliéner l'être humain et la société dans son ensemble.

« Lorsqu'une activité outillée dépasse un seuil défini par l'échelle ad hoc, elle se retourne d'abord contre sa fin, puis menace de destruction le corps social tout entier. »

— Ivan Illich, La Convivialité, Paris, Éditions du Seuil, 1973, p. 11

### Critique de l'école
Illich est partisan d'une déscolarisation de la société industrielle. Il considère en effet que l'école donne l'impression d'être la seule capable de se charger de l'éducation, voyant ainsi l'éducation comme nuisible et l'école comme une pollution sociale. Afin que cette déscolarisation soit effective, il faudrait imaginer la possible séparation entre l'école et l'État.
Les capacités naturelles d'apprentissage de l'enfant, constate Illich, se manifestent en dehors de l'école : ce n'est pas l'école qui apprend à l'enfant à parler, à jouer, à aimer, à sociabiliser, qui lui apporte la connaissance d'une deuxième langue, le goût de la lecture.
Son expérience pratique lui vient de ce qu'il a été le cofondateur du Centre interculturel de documentation (CIDOC) de Cuernavaca au Mexique, où dix mille adultes ont appris à connaitre la langue espagnole et la culture latino-américaine. Il dénonce le conformisme des universités riches et le terrible gaspillage instauré en pays pauvres : jeunes diplômés devenus étrangers à leur propre peuple, enfants de milieux modestes rejetés et laissés sans espérance. Il faut rompre les chaînes de l'habitude, refuser la soumission et indiquer d'autres voies.
En substitution aux écoles, Illich préconise de créer des « réseaux de communication culturelle » avec des centres de documentation, et une possibilité d'enseignement mutuel, entre pairs, à égalité, qu'Isabelle Stengers rapproche de l'école mutuelle. À tout âge, il faut permettre le droit d'apprendre et pas seulement d'apprendre quelque chose, mais d'apprendre à quelqu'un d'autre : « le droit d'enseigner une compétence devrait être tout aussi reconnu que celui de la parole ».

### Critique de la technique

#### Outil
Le concept d'outil est important dans la critique illichienne de la société industrielle car il décrit le mode de fonctionnement des moyens techniques et institutions. Un outil peut être considéré comme ce qui est mis au service d'une intentionnalité ou comme un moyen pour une fin. Exemples : l'école ou la médecine en tant qu'institutions ; les réseaux routiers. Illich insiste sur la valeur aliénante de ces outils privant l'individu de son autonomie, de son savoir-faire et lui dictant ses besoins et définissant une norme sur la façon d'y répondre. L'outil maîtrise donc l'individu et l'enchaîne au corps social.
C'est lorsqu'un outil atteint un seuil critique d'utilisation qu'un effet pervers apparaît : la contre-productivité.
Illich tente une définition de l'outil convivial (« la convivialité »). Pour être convivial ce dernier ne doit pas créer d'inégalité, il doit renforcer l'autonomie de chacun et il doit accroître le champ d'action de chacun sur le réel.

#### Concept de monopole radical
Il est l'inventeur du concept de « monopole radical » : lorsqu'un moyen technique est ou semble trop efficace, il crée un monopole et empêche l'accès aux autres moyens d'accomplir la même fonction. Ainsi en est-il de la voiture et des autoroutes vis-à-vis de la marche à pied par exemple.

« Quand une industrie s'arroge le droit de satisfaire, seule, un besoin élémentaire, jusque-là l'objet d'une réponse individuelle, elle produit un tel monopole. La consommation obligatoire d'un bien qui consomme beaucoup d'énergie (le transport motorisé) restreint les conditions de jouissance d'une valeur d'usage surabondante (la capacité innée de transit). »

— Ivan Illich, Énergie et équité, 1975.
La notion est synthétisée dans le principe : « Vous faire vouloir ce dont vous n'avez pas besoin, vous donner le besoin de ce dont vous ne voulez pas ». La première partie de la phrase prend le nom d'effet Diderot,, la seconde est l'effet Illich de monopole radical (et on passe alors de la micro à la macro économie).

#### Concept de contre-productivité
La principale notion illichienne est le concept de contre-productivité. Lorsqu'elles atteignent un seuil critique (et sont en situation de monopole), les grandes institutions de nos sociétés modernes industrielles s'érigent parfois sans le savoir en obstacles à leurs propres finalités : la médecine nuit à la santé (tuant la maladie parfois au détriment de la santé du patient) ; le transport et la vitesse ne réduisent pas le temps passé à se déplacer ; l'école abêtit ; les communications deviennent si denses et si envahissantes que plus personne n'écoute ou ne se fait entendre, etc.

#### Concept de vitesse généralisée
Si le concept de contre-productivité permet de critiquer tous les systèmes techniques, Illich l'emploie particulièrement pour l'analyse des systèmes de transports auquel il consacre l'ouvrage Énergie et équité (1973). Il y affirme qu'« il est temps de prendre conscience qu'il existe, dans le domaine des transports, des seuils de vitesse à ne pas dépasser. Faute de quoi, non seulement l'environnement physique continuera d'être saccagé, mais encore le corps social continuera d'être menacé par la multiplication des écarts sociaux creusés en lui et miné chaque jour par l'usure du temps des individus. ».
En particulier, Illich dénonce le système automobile, qu'il juge aliénant et trompeur. Pour montrer le caractère illusoire de la vitesse obtenue par l'automobile, Illich invente le concept de « vitesse généralisée ». Calculée en prenant en compte non seulement le temps passé à se déplacer avec une automobile, mais aussi celui passé à travailler pour l'acquérir et faire face aux frais afférents, la vitesse du véhicule est alors de 6 km/h, soit à peine plus que celle d'un marcheur,. 

« À présent, les gens travaillent une bonne partie de la journée pour payer les déplacements nécessaires pour se rendre à leur travail. Le temps dévolu au transport croît dans une société en fonction de la vitesse de pointe des transports. »

Depuis 1973, de nombreux chercheurs ont repris le concept de vitesse généralisée et discuté les conclusions d'Illich en mettant à jour ses calculs pour différents moyens de transport, pays et époques. La première mesure de la vitesse généralisée automobile en France est due à Jean-Pierre Dupuy. En 2009, Frédéric Héran refait le calcul pour la période de 1967 à 2007 et est parvenu à la conclusion que « la vitesse généralisée en automobile s’est accrue en France d’environ 80 % ». En 2017, Yves Crozet soutient quant à lui que c'est l'inverse pour la période plus récente sur laquelle il se penche : la vitesse moyenne des voitures ne cesse à présent de diminuer du fait des contraintes mises en place par les autorités et le temps consacré au transport pour un Américain moyen n'a pas évolué entre 1880 et la période moderne. Plus précisément, Crozet défend que la thèse d'Illich de la supériorité du vélo sur l'automobile est avérée en ville mais pas pour les déplacements entre villes : « Prenons l'exemple d'une personne payée au SMIC qui se déplace en voiture dans Paris à une vitesse moyenne de 20 km/h pour un coût kilométrique de 25 centimes du kilomètre. Sa vitesse généralisée est de 13,3 km/h, pas plus que celle d'un vélo. Les promoteurs de la bicyclette ont donc raison d'encourager ce mode de transport dans les zones denses. Mais remarquons que si la vitesse moyenne grimpe à 50 km/h, par exemple pour un déplacement interurbain avec deux personnes à bord, alors la vitesse généralisée de la voiture est de 30 km/h. ».

#### Convivialité
Ivan Illich travaille à créer des pistes vers d'autres possibilités, qui s'expriment selon lui par un retour à des outils conviviaux, qu'il oppose aux machines. L'outil accepte plusieurs utilisations, parfois détournées du sens originel, et permet donc l'expression libre de celui qui l'utilise. Avec une machine, l'homme devient serviteur, son rôle se limitant désormais à faire fonctionner une machine construite dans un but précis. Dans La convivialité (1973), il écrit :

« J'appelle société conviviale une société où l'outil moderne est au service de la personne intégrée à la collectivité, et non au service d'un corps de spécialistes. Conviviale est la société où l'homme contrôle l'outil. »

On peut avoir une idée de la convivialité chez Illich avec la relation autonomie et hétéronomie liée aux valeurs d'usage et d'échange marxiennes et à l'idée d'« union-au-monde » d'Erich Fromm[réf. nécessaire].
On peut le considérer, avec son ami Jacques Ellul, comme l'un des principaux inspirateurs des concepts d'« après-développement » (diffusé notamment par des auteurs qui ont travaillé avec Illich, tels Majid Rahnema ou Gustavo Esteva (en)).

### Origine de la modernité: corruption du christianisme
Dans le livre River North of the Future: The Testament of Ivan Illich As Told to David Cayley, Illich relate dans des entretiens oraux une vision particulière de l'Histoire. Pour lui, les institutions d'aujourd'hui – qui se veulent universelles et établissent un monopole radical – sont héritées du catholicisme.
À propos notamment de l'école : « Chaque peuple eut ses danses de la pluie et ses rites d'initiations mais jamais un rituel qui clamait sa validité universelle, une procédure se présentant elle-même comme destination inévitable pour tout le monde, dans tous les pays ». L'école est devenue selon Illich une religion universelle, et en tant que telle, témoigne de son héritage de la première institution qui déclarait ses services et ses ministères comme l'unique voie vers le salut : l'Église catholique.
Pour Illich, selon l'adage « corruptio optimi quae est pessima » (« la corruption du meilleur, qui est la pire »), le monde moderne n'est ni l'accomplissement du christianisme ni sa négation, mais plutôt sa perversion. Les nouvelles libertés que Jésus nous a apportées ont rendu possibles de nouveaux excès. En se libérant des anciennes traditions et des coutumes ethniques (liberté manifestée selon Illich dans la parabole du Bon Samaritain, qui transgresse les clivages) pour aider et donc choisir son prochain, l'homme perd également les garde-fous que celles-ci pouvaient représenter.

## Postérité

### Manifeste convivialiste
Le manifeste convivialiste,, publié en juin 2013, est inspiré des travaux d’Ivan Illich mais sans y faire mention. Un second manifeste convivialiste est publié en février 2020.
Le collectif qui appuie ce manifeste rassemble notamment Jean-Philippe Acensi, Geneviève Azam, Belinda Cannone, Barbara Cassin, Noam Chomsky, Denis Clerc, Mireille Delmas-Marty, François Dubet, Dany-Robert Dufour, Jean-Pierre Dupuy, Jean-Baptiste de Foucauld, Stéphane de Freitas, Susan George, David Graeber, André Grimaldi, Roland Gori, Eva Illouz, Dominique Méda, Jean-Claude Michéa, Edgar Morin, Chantal Mouffe, Corine Pelluchon, Marshall Sahlins, Patrick Viveret et Jean Ziegler.

### Utopie urbaine: «Illichville»
Dans le prolongement de l'œuvre d'Ivan Illich, des artistes américains proches du mouvement Car-free ont imaginé un projet de ville alternatif, du nom d'« Illichville ». À la différence des précédentes utopies urbaines, ce projet est récent puisqu’il date de la fin du XXe siècle et qu'il se conçoit résolument en opposition avec la « ville-automobile » américaine dont le modèle tentaculaire est Los Angeles[réf. nécessaire]. Il s’agit en outre d’un projet urbain à forte connotation écologiste. Il est basé sur la marche à pied, le vélo et les transports en commun. Il s'agit d'une ville qui propose de fait un modèle de décroissance basé sur le refus de la société de consommation et de l’automobile et promouvant la convivialité défendue par Illich. Le quartier Vauban de Fribourg-en-Brisgau en est un exemple.

## Œuvres
- Libérer l’avenir, Paris, Seuil, 1971 (titre original : Celebration of awareness)
- Une société sans école, Paris, Seuil, 1971 (titre original : Deschooling Society)
- La Convivialité, Paris, Seuil, 1973 (titre original : Tools for conviviality)[38]
- Énergie et équité, 1re édition en français, Le Monde puis Le Seuil, 1973, 2e édition en anglais, 1974, 3e édition en allemand, 1974, traduction par Luce Giard, Paris, Seuil, 1975[39]
- Némésis médicale, Paris, Seuil, 1975[40]
- Le Chômage créateur, Paris, Seuil, 1977
- Le Travail fantôme, Paris, Seuil, 1981
- Le Genre vernaculaire, Paris, Seuil, 1983
- H2O : Les Eaux de l’oubli, Paris, Lieu commun, 1988. Réédition : Vincennes, Terre Urbaine[41], 2020
- ABC, l’alphabétisation de l’esprit populaire, avec Barry Sanders, Paris, La Découverte, Paris, 1990
- Du lisible au visible, la naissance du texte : un commentaire du « Didascalicon » de Hugues de Saint-Victor, traduit de l'anglais par Jacques Mignon; révision par Maud Sissung, Paris, Cerf (L'Histoire à vif), 1991
- Dans le miroir du passé. Conférences et discours 1978-1990, Paris, Descartes & Cie, 1994
- Entretiens avec Ivan Illich, David Cayley, Montréal, Bellarmin, 1996

Publications posthumes
- La Perte des sens, Paris, Fayard, 2004
- Œuvres complètes, tome 1, (Libérer l'avenir - Une société sans école - La Convivialité - Némésis médicale - Énergie et équité), Paris, Fayard, 2004
- Œuvres complètes, tome 2, (Le Chômage créateur - Le Travail fantôme - Le Genre vernaculaire - H2O, les eaux de l'oubli - Du lisible au visible - Dans le miroir du passé), Paris, Fayard, 2005
- La corruption du meilleur engendre le pire, entretiens avec David Cayley, Arles, Actes Sud, 2007

### Radio
- Jean Lebrun, Gaetano Manfredonia, « Les anarchistes et l'écologie », La Marche de l'histoire, France Inter, 16 février 2015, écouter en ligne.
- Jean-Michel Dijan, Ivan Illich, l’homme qui a libéré l’avenir, Idées, Pierre-Edouard Deldique, Radio France internationale, 14 septembre 2020, écouter en ligne.